# Historique du parcours européen du Munster Rugby

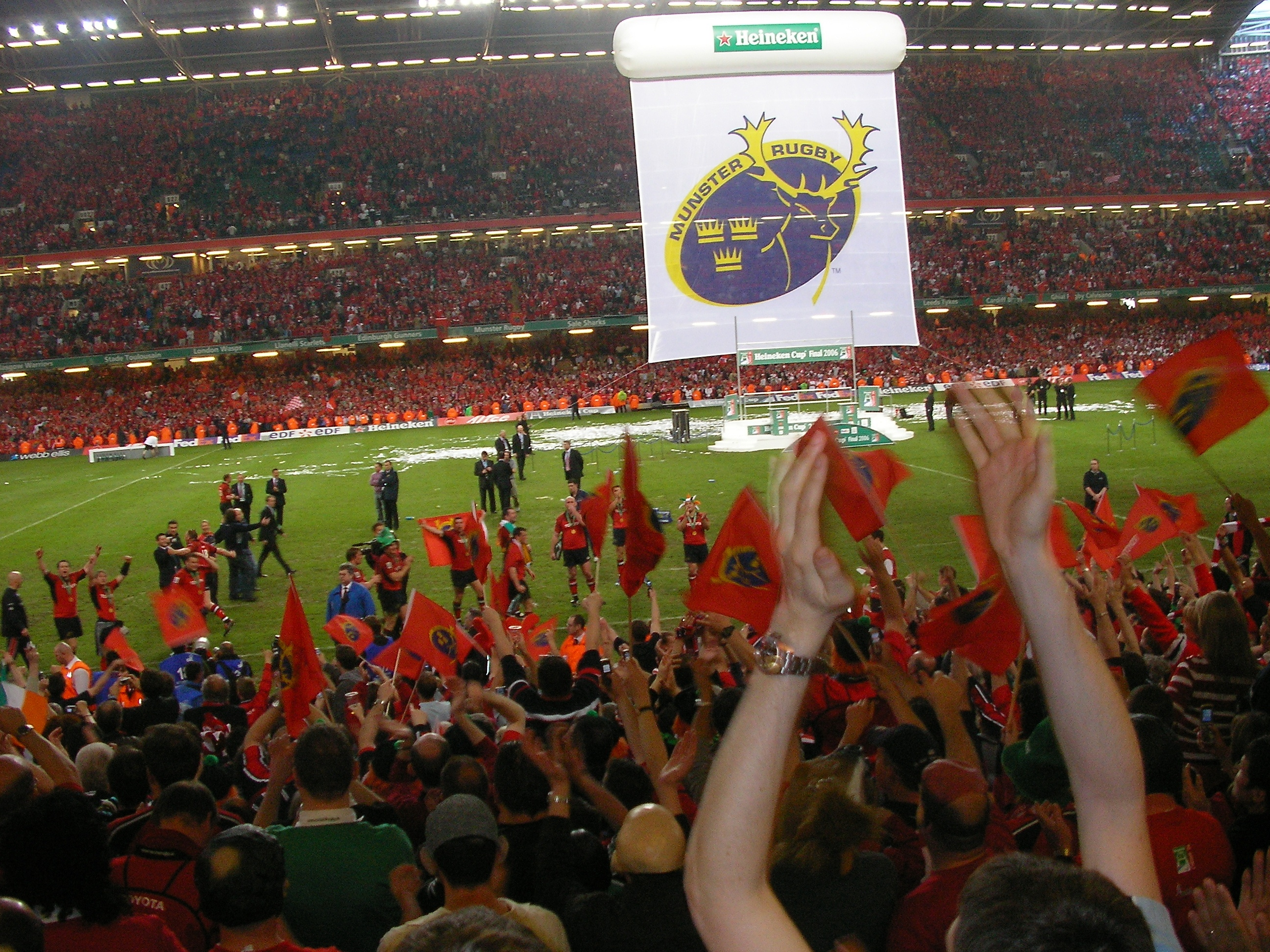
Le Munster victorieux en Coupe d'Europe de rugby à XV 2005-2006

Le Munster Rugby a souvent brillé en Coupe d'Europe. Vainqueur en 2006 et 2008, il a toujours disputé la « grande » Coupe d'Europe (par opposition au Challenge européen). Il partage donc le record de participations avec dix-huit saisons européennes consécutives comme le Stade toulousain, le Leinster, l'Ulster, les Ospreys; le Munster a disputé 130 matches dans cette compétition soit un de moins que le Stade toulousain, détenteur du record (131) (au 18 mai 2013).
À titre individuel, Ronan O'Gara détient le record du plus grand nombre de points marqués dans la compétition. Au 18 mai 2013, avec 1 365 points inscrits en 110 rencontres disputées de 1997 à 2013, il domine largement les autres buteurs.
Le Munster Rugby a effectué en 2012-2013 sa dix-huitième participation consécutive en Coupe d'Europe.

## Historique

### 1995-1996
Le rugby à XV est l'un des derniers sports collectifs majeurs à se doter d'une compétition européenne interclubs en 1995. La Coupe d'Europe de rugby à XV a été créée en 1995 par le Comité des cinq nations « afin de proposer un nouveau niveau de compétition professionnelle transfrontalière ». Douze équipes représentant l'Irlande, le pays de Galles, l'Italie, la Roumanie et la France s'affrontent en quatre poules dont le premier est qualifié pour les demi-finales. Les équipes anglaises et écossaises n'y participent pas. Pour son premier match, le Munster bat Swansea 17-13. En perdant contres Castres olympique 19-12, les Irlandais sont éliminés au point-average. Toulouse devient le premier champion en battant Cardiff 21-18 après prolongations devant les 21 800 spectateurs de l'Arms Park de Cardiff. Le match est intense et lance véritablement la Coupe d'Europe.
Coupe d'Europe :
|                   | Tour                          | Club              | Match | Club        |   |
| ----------------- | ----------------------------- | ----------------- | ----- | ----------- | - |
| 1er novembre 1995 | Phase de poules, poule D : J1 | Munster           | 17-13 | Swansea RFC | 1 |
| 8 novembre 1995   | Phase de poules, poule D : J2 | Castres olympique | 19–12 | Munster     | 2 |

Classement de la poule D :
| Place | Club              | Pts | J | V | N | D | Pts + | Pts - | Diff. | Essais + | Essais - | Diff. |
| 1er   | Swansea RFC       | 2   | 2 | 1 | 0 | 1 | 35    | 27    | +8    | 3        | 3        | 0     |
| 2e    | Munster           | 2   | 2 | 1 | 0 | 1 | 29    | 32    | -3    | 2        | 2        | 0     |
| 3e    | Castres olympique | 2   | 2 | 1 | 0 | 1 | 29    | 34    | -5    | 2        | 2        | 0     |

### 1996-1997
L'Angleterre et l'Écosse rejoignent la compétition en 1996-1997. Les formations s'affrontent dans une première phase de poules. Il y a quatre poules de cinq clubs qui se rencontrent tous une fois. Chaque club joue quatre matches (deux à la maison et deux à l'extérieur). En matches de poules, deux points sont accordés pour une victoire et un pour un nul. Les deux premiers de chaque poule sont qualifiés pour la phase suivante. En cas d'égalité de points, les clubs sont départagés par leur point-average.
La suite de la compétition présente cette année un échelon de plus avec l'apparition des quarts de finale. Cette phase se poursuit entre les clubs qualifiés par élimination directe.
Munster est versé dans la poule D avec des adversaires coriaces : Cardiff RFC (finaliste), les London Wasps (Angleterre), le Stade toulousain (vainqueur). Milan complète la poule. Le Munster doit se déplacer à Cardiff et Toulouse, finalistes de la première édition ; ils s'inclinent et ils sont éliminés. 
Coupe d'Europe :
|                 | Tour                          | Club             | Match | Club                |   |
| --------------- | ----------------------------- | ---------------- | ----- | ------------------- | - |
| 12 octobre 1996 | Phase de poules, poule D : J1 | Munster          | 23-5  | Amatori Rugby Milan | 3 |
| 16 octobre 1996 | Phase de poules, poule D : J2 | Cardiff RFC      | 48-18 | Munster             | 4 |
| 19 octobre 1996 | Phase de poules, poule D : J3 | Munster          | 49-22 | London Wasps        | 5 |
| 2 novembre 1996 | Phase de poules, poule D : J5 | Stade toulousain | 60-19 | Munster             | 6 |

Classement de la poule D :
| Place | Club                | Pts | J | V | N | D | Pts + | Pts - | Essais + | Essais - | Diff. |
| 1er   | Cardiff RFC         | 6   | 4 | 3 | 0 | 1 | 135   | 97    | 16       | 7        | +9    |
| 2e    | Stade toulousain    | 6   | 4 | 3 | 0 | 1 | 157   | 142   | 21       | 13       | +8    |
| 3e    | London Wasps        | 4   | 4 | 2 | 0 | 2 | 156   | 115   | 17       | 14       | +3    |
| 4e    | Munster             | 4   | 4 | 2 | 0 | 2 | 109   | 135   | 11       | 22       | -11   |
| 5e    | Amatori Rugby Milan | 0   | 4 | 0 | 0 | 4 | 73    | 141   | 6        | 15       | -9    |

### 1997-1998
La saison 1997-1998 voit l'introduction des matchs aller et retour, ce qui permet à chaque équipe de disputer six matchs. Les équipes sont réparties en cinq poules de quatre clubs pour la première phase. À la fin de cette première phase, les équipes en tête de leur poule sont directement qualifiées pour les quarts de finale. Les seconds et le meilleur troisième s'affrontent en match de barrage pour l'attribution des quatre places restantes en quart. Le Munster ne parvient toujours pas à se qualifier.
Coupe d'Europe :
|                   | Tour                          | Club                | Match | Club                |    |
| ----------------- | ----------------------------- | ------------------- | ----- | ------------------- | -- |
| 7 septembre 1997  | Phase de poules, poule D : J1 | Harlequins          | 48-40 | Munster             | 7  |
| 13 septembre 1997 | Phase de poules, poule D : J2 | Cardiff RFC         | 43–23 | Munster             | 8  |
| 20 septembre 1997 | Phase de poules, poule D : J3 | Munster             | 17-15 | CS Bourgoin-Jallieu | 9  |
| 27 septembre 1997 | Phase de poules, poule D : J4 | Munster             | 32-37 | Cardiff RFC         | 10 |
| 4 octobre 1997    | Phase de poules, poule D : J5 | CS Bourgoin-Jallieu | 21-6  | Munster             | 11 |
| 12 octobre 1997   | Phase de poules, poule D : J6 | Munster             | 23-16 | Harlequins          | 12 |

Classement de la poule D :
| Place | Club                | Pts | J | V | N | D | Pts + | Pts - | Diff. | Essais + | Essais - | Diff. |
| 1er   | Harlequins          | 8   | 6 | 4 | 0 | 2 | 198   | 141   | +57   | 21       | 12       | +9    |
| 2e    | Cardiff RFC (bar)   | 8   | 6 | 4 | 0 | 2 | 184   | 146   | +38   | 17       | 15       | +2    |
| 3e    | Munster             | 4   | 6 | 2 | 0 | 4 | 141   | 180   | -39   | 14       | 21       | -7    |
| 4e    | CS Bourgoin-Jallieu | 4   | 6 | 2 | 0 | 4 | 93    | 149   | -56   | 7        | 11       | -4    |

### 1998-1999
Les clubs anglais sont absents en 1998-1999, comme les deux meilleurs gallois ; seize clubs s'affrontent dans quatre poules de quatre équipes en match aller-retour. Les deux premiers de chaque poule sont qualifiés pour les quarts de finale. Le Munster paraît favori avec l'USA Perpignan, Neath RFC et Petrarca Rugby Padoue sont les autres adversaires. Pour le premier et le second matchs, le Munster reçoit les Italiens et les Gallois et s'imposent. Le premier test à l'extérieur à l'USAP est perdu. Le Munster décroche un match nul 18-18 à Neath. Perpignan est battu 13-5 à Cork et enfin les Irlandais s'imposent à l'extérieur pour se qualifier. Le Munster doit se déplacer à Colomiers et ils sont éliminés pour la première fois en quart-de-finale. C'est l'Ulster qui remporte cette édition.
Coupe d'Europe :
|                   | Tour                          | Club                  | Match | Club                  |    |
| ----------------- | ----------------------------- | --------------------- | ----- | --------------------- | -- |
| 19 septembre 1998 | Phase de poules, poule B : J1 | Munster               | 20-13 | Petrarca Rugby Padoue | 13 |
| 26 septembre 1998 | Phase de poules, poule B : J2 | Munster               | 34-10 | Neath RFC             | 14 |
| 10 octobre 1998   | Phase de poules, poule B : J3 | USA Perpignan         | 41-24 | Munster               | 15 |
| 17 octobre 1998   | Phase de poules, poule B : J4 | Neath RFC             | 18-18 | Munster               | 16 |
| 31 octobre 1998   | Phase de poules, poule B : J5 | Munster               | 13-5  | USA Perpignan         | 17 |
| 8 novembre 1998   | Phase de poules, poule B : J6 | Petrarca Rugby Padoue | 21-35 | Munster               | 18 |
| 13 décembre 1998  | Quart-de-finale               | US Colomiers          | 23-9  | Munster               | 19 |

Classement de la poule B :
| Place | Club                  | Pts | J | V | N | D | Pts + | Pts - | Essais + | Essais - | Diff. |
| 1er   | USA Perpignan         | 10  | 6 | 5 | 0 | 1 | 238   | 108   | 35       | 13       | +22   |
| 2e    | Munster               | 9   | 6 | 4 | 1 | 1 | 144   | 108   | 17       | 13       | +4    |
| 3e    | Ebbw Vale RFC         | 3   | 6 | 1 | 1 | 4 | 118   | 194   | 14       | 27       | -13   |
| 4e    | Petrarca Rugby Padoue | 2   | 6 | 1 | 0 | 5 | 79    | 169   | 8        | 21       | -13   |

### 1999-2000
Les clubs anglais sont de retour en 1999-2000, le Munster retrouve l'US Colomiers qui l'a éliminé, il découvre Saracens et Pontypridd RFC, les autres adversaires. La poule est difficile. Pour le premier et le second matchs, le Munster reçoit Pontypridd RFC et se déplace en Angleterre. Ils s'imposent, réalisant le premier exploit à l'extérieur contre Saracens 35-34. Le Munster enchaîne avec un match victorieux 31-15 à Colomiers. Colomiers est battu 23-5 à Cork et enfin les Irlandais s'imposent à domicile contre les Saracens pour se qualifier. Le Munster reçoit le Stade français Paris et ils gagnent pour la première fois en quart-de-finale. C'est le Stade toulousain qui est le prochain adversaire. Les Irlandais gagnent pour la quatrième fois en une seule saison une équipe française sur un score de 31 à 25. La fédération irlandaise, l'Irish Rugby Football Union, a mis en place quatre équipes provinciales fortes, a fait revenir au pays les meilleurs joueurs pour redonner des couleurs aux verts pâles. Après avoir été battu par l'Ulster en 1998-1999, Toulouse est éliminé par le Munster en ayant encaissé trois essais (John Hayes, Ronan O'Gara, Jason Holland) alors que le seul essai inscrit par Toulouse est l'œuvre de Jérôme Cazalbou à la quatre-vingt-sixième minute. Une équipe est en phase ascendante (le Munster), une autre en pente descendante (Toulouse). Le Munster combine expérience (Peter Clohessy, Keith Wood, Mick Galwey) et jeunes talents prometteurs (Anthony Foley, Peter Stringer, Ronan O'Gara). La finale n'est pas aussi offensive et ce sont les Anglais de Northampton Saints qui s'imposent 9 à 8.
Coupe d'Europe :
|                  | Tour                          | Club               | Match | Club                 |    |
| ---------------- | ----------------------------- | ------------------ | ----- | -------------------- | -- |
| 20 novembre 1999 | Phase de poules, poule 4 : J1 | Munster            | 32-10 | Pontypridd RFC       | 20 |
| 28 novembre 1999 | Phase de poules, poule 4 : J2 | Saracens           | 34-35 | Munster              | 21 |
| 11 décembre 1999 | Phase de poules, poule 4 : J3 | US Colomiers       | 15-31 | Munster              | 22 |
| 18 décembre 1999 | Phase de poules, poule 4 : J4 | Munster            | 23-5  | US Colomiers         | 23 |
| 8 janvier 2000   | Phase de poules, poule 4 : J5 | Munster            | 31-30 | Saracens             | 24 |
| 15 janvier 2000  | Phase de poules, poule 4 : J6 | Pontypridd RFC     | 38-36 | Munster              | 25 |
| 15 avril 2000    | Quart-de-finale               | Munster            | 27-10 | Stade français Paris | 26 |
| 6 mai 2000       | Demi-finale                   | Stade toulousain   | 25-31 | Munster              | 27 |
| 27 mai 2000      | Finale                        | Northampton Saints | 9-8   | Munster              | 28 |

Classement de la poule 4 :
| Place | Club           | Pts | J | V | N | D | Pts + | Pts - | Essais + | Essais - | Diff. |
| 1er   | Munster        | 10  | 6 | 5 | 0 | 1 | 188   | 132   | 19       | 14       | +5    |
| 2e    | Saracens       | 6   | 6 | 3 | 0 | 3 | 206   | 153   | 24       | 15       | +9    |
| 3e    | Pontypridd RFC | 4   | 6 | 2 | 0 | 4 | 144   | 194   | 13       | 20       | -7    |
| 4e    | US Colomiers   | 4   | 6 | 2 | 0 | 4 | 106   | 165   | 13       | 20       | -7    |

### 2000-2001
Coupe d'Europe :
|                 | Tour                          | Club                 | Match | Club               |    |
| --------------- | ----------------------------- | -------------------- | ----- | ------------------ | -- |
| 7 octobre 2000  | Phase de poules, poule 4 : J1 | Munster              | 26-18 | Newport RFC        | 29 |
| 14 octobre 2000 | Phase de poules, poule 4 : J2 | Castres olympique    | 29-32 | Munster            | 30 |
| 21 octobre 2000 | Phase de poules, poule 4 : J3 | Munster              | 31-9  | Bath Rugby         | 31 |
| 28 octobre 2000 | Phase de poules, poule 4 : J4 | Bath Rugby           | 18-5  | Munster            | 32 |
| 13 janvier 2001 | Phase de poules, poule 4 : J5 | Newport RFC          | 24-39 | Munster            | 33 |
| 20 janvier 2001 | Phase de poules, poule 4 : J6 | Munster              | 21-11 | Castres olympique  | 34 |
| 28 janvier 2001 | Quart-de-finale               | Munster              | 38-29 | Biarritz olympique | 35 |
| 21 avril 2001   | Demi-finale                   | Stade français Paris | 16-15 | Munster            | 36 |

Classement de la poule 4 :
| Place | Club              | Pts | J | V | N | D | Pts + | Pts - | Essais + | Essais - | Diff. |
| 1er   | Munster           | 10  | 6 | 5 | 0 | 1 | 154   | 109   | 15       | 7        | +8    |
| 2e    | Bath Rugby        | 8   | 6 | 4 | 0 | 2 | 139   | 106   | 14       | 11       | +3    |
| 3e    | Newport RFC       | 4   | 6 | 2 | 0 | 4 | 122   | 183   | 10       | 22       | -12   |
| 4e    | Castres olympique | 2   | 6 | 1 | 0 | 5 | 135   | 152   | 14       | 13       | +1    |

### 2001-2002
Coupe d'Europe :
|                   | Tour                          | Club                 | Match | Club              |    |
| ----------------- | ----------------------------- | -------------------- | ----- | ----------------- | -- |
| 29 septembre 2001 | Phase de poules, poule 4 : J1 | Munster              | 28-23 | Castres olympique | 37 |
| 6 octobre 2001    | Phase de poules, poule 4 : J2 | Harlequins           | 8-24  | Munster           | 38 |
| 26 octobre 2001   | Phase de poules, poule 4 : J3 | Bridgend RFC         | 12-16 | Munster           | 39 |
| 3 novembre 2001   | Phase de poules, poule 4 : J4 | Munster              | 40-6  | Bridgend RFC      | 40 |
| 5 janvier 2002    | Phase de poules, poule 4 : J5 | Munster              | 51-17 | Harlequins        | 41 |
| 12 janvier 2002   | Phase de poules, poule 4 : J6 | Castres olympique    | 21-13 | Munster           | 42 |
| 26 janvier 2002   | Quart-de-finale               | Stade français Paris | 14-16 | Munster           | 43 |
| 27 avril 2002     | Demi-finale                   | Castres olympique    | 17-25 | Munster           | 44 |
| 25 mai 2002       | Finale                        | Leicester Tigers     | 15-9  | Munster           | 45 |

Classement de la poule 4 :
| Place | Club              | Pts | J | V | N | D | Pts + | Pts - | Essais + | Essais - | Diff. |
| 1er   | Castres olympique | 10  | 6 | 5 | 0 | 1 | 179   | 125   | 19       | 12       | +7    |
| 2e    | Munster           | 10  | 6 | 5 | 0 | 1 | 172   | 87    | 17       | 6        | +11   |
| 3e    | Harlequins        | 4   | 6 | 2 | 0 | 4 | 119   | 187   | 14       | 20       | -6    |
| 4e    | Bridgend RFC      | 0   | 6 | 0 | 0 | 6 | 116   | 187   | 11       | 23       | -12   |

### 2002-2003
Le Munster Rugby bat les Leicester Tigers 20-7 en Angleterre, pour une revanche de la finale de l'édition précédente. Les Toulousains, solides et sérieux, ont également éliminé des Anglais en quart-de-finale, les Northampton Saints en s'imposant 32-16. Toulouse affronte donc le Munster au Stadium. C'est la quatrième demi-finale consécutive jouée par le Munster en France. Le match est intense et Frédéric Michalak marque l'essai libérateur à cinq minutes de la fin du match (13-12). Perpignan se qualifie également, en l'emportant à Dublin contre le Leinster, après avoir éliminés Llanelli Scarlets à Llanelli en quart-de-finale. Toulouse n'a perdu aucune des onze finales qu'il a disputées depuis Bègles-Toulouse en 1991 et l'USAP ne parviendra pas à battre les rouges et noirs (19-0 à la mi-temps, 22-17 score final).
Coupe d'Europe :
|                  | Tour                          | Club             | Match | Club           |    |
| ---------------- | ----------------------------- | ---------------- | ----- | -------------- | -- |
| 12 octobre 2002  | Phase de poules, poule 2 : J1 | Gloucester RFC   | 35-16 | Munster        | 46 |
| 19 octobre 2002  | Phase de poules, poule 2 : J2 | Munster          | 30-21 | USA Perpignan  | 47 |
| 6 décembre 2002  | Phase de poules, poule 2 : J3 | Munster          | 64-0  | Arix Viadana   | 48 |
| 14 décembre 2002 | Phase de poules, poule 2 : J4 | Arix Viadana     | 22-55 | Munster        | 49 |
| 11 janvier 2003  | Phase de poules, poule 2 : J5 | USA Perpignan    | 23-8  | Munster        | 50 |
| 18 janvier 2003  | Phase de poules, poule 2 : J6 | Munster          | 33-6  | Gloucester RFC | 51 |
| 13 avril 2003    | Quart-de-finale               | Leicester Tigers | 7-20  | Munster        | 52 |
| 26 avril 2003    | Demi-finale                   | Stade toulousain | 13-12 | Munster        | 53 |

Classement de la poule 2 :
| Place | Club           | Pts | J | V | N | D | Pts + | Pts - | Essais + | Essais - | Diff. |
| 1er   | USA Perpignan  | 8   | 6 | 4 | 0 | 2 | 176   | 156   | 23       | 16       | +7    |
| 2e    | Munster        | 8   | 6 | 4 | 0 | 2 | 206   | 107   | 27       | 14       | +13   |
| 3e    | Gloucester RFC | 8   | 6 | 4 | 0 | 2 | 241   | 140   | 31       | 14       | +17   |
| 4e    | Arix Viadana   | 0   | 6 | 0 | 0 | 6 | 128   | 348   | 15       | 52       | -37   |

### 2003-2004
Si le format de la Coupe d'Europe reste le même en 2003-2004, la fédération galloise, la Welsh Rugby Union (WRU), bâtit un plan de « rugby régional » visant à regrouper l'élite des joueurs gallois dans des franchises régionales, pour les faire participer à un championnat fermé (sans relégation) et supranational, la Celtic League, et à la Coupe d'Europe. Ce projet s'inspire de ce qui se fait dans les pays « à provinces », comme l'Irlande, l'Afrique du Sud ou la Nouvelle-Zélande, pour aider le rugby à XV gallois. Les points de bonus ont fait leur apparition lors de l'édition 2003-2004. Pour le premier match, le Munster se déplace en France. Ils s'imposent contre Bourgoin 18-17,. Sébastien Chabal inscrit un essai alors que Ronan O'Gara marque trois points à six reprises. Trévise est battu 51-0 à Thomond Park. Les Irlandais se déplacent à Gloucester. Ils concèdent une défaite 22 à 11 avant de recevoir à leur tour les Anglais. Les Irlandais prennent l'avantage dans leur confrontation particulière en marquant quatre essais et en l'emportant 35-14. Le déplacement en Italie est couronné d'une victoire 31-20, les Irlandais sont également sérieux contre Bourgoin pour l'emporter 26-3 avec quatre essais, et terminer premier de poule. Le Munster retrouve le Stade français en quart-de-finale, le match est intense avec quatre essais pour le Munster par Shaun Payne, Rob Henderson, Mike Mullins et Marcus Horan, dix-sept points de Ronan O'Gara contre quatre essais de Ignacio Corleto, Brian Liebenberg, Christophe Moni et Thomas Lombard, douze points de Diego Dominguez. La demi-finale se joue à Lansdowne Road à Dublin, contre les London Wasps, impressionnants contre Gloucester. Les Wasps comptent dans leur effectif Rob Howley, Lawrence Dallaglio, Trevor Leota, Alex King. Alors que le Munster mène de dix points avec quinze minutes restantes à jouer après deux essais d'Anthony Foley et du capitaine Jim Williams, Tom Voyce et Trevor Leota inscrivent deux essais transformés. Toulouse affronte les London Wasps en finale. Alors que Toulouse a réussi à remonter les Wasps (20-20), Clément Poitrenaud attend patiemment que le ballon rentre dans l'en-but pour aplatir. Le ballon rebondit lentement et Rob Howley plonge dans les pieds de Poitrenaud pour marquer un essai valable, l'essai de la victoire. 

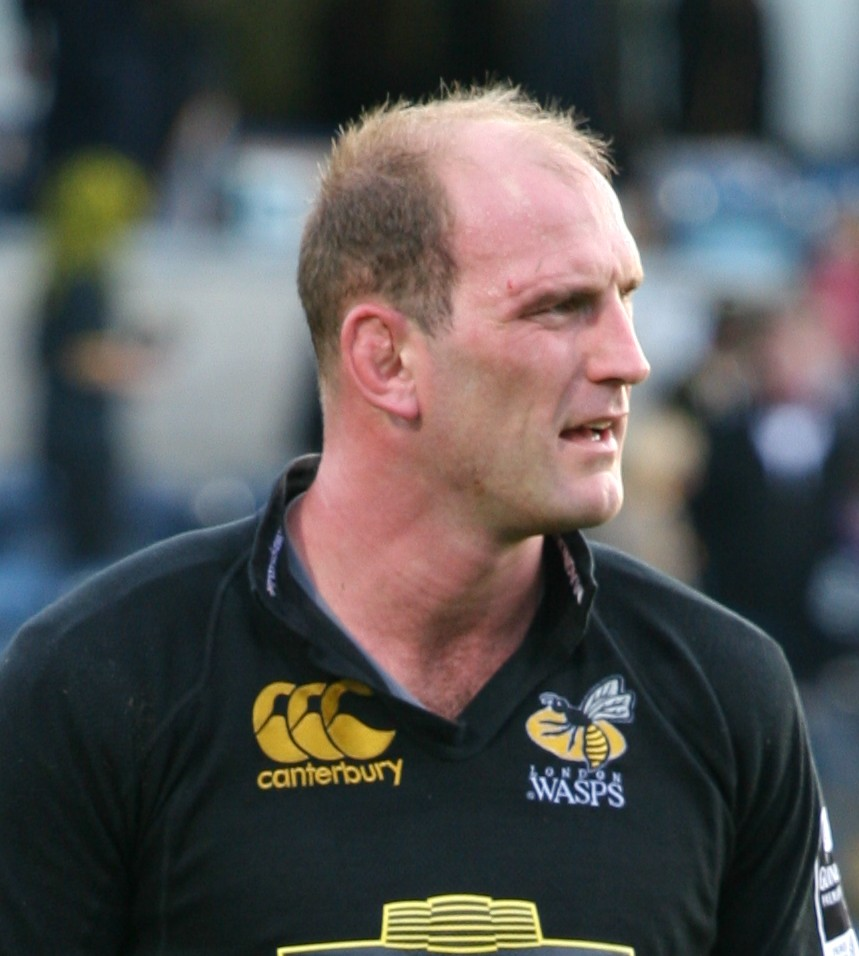
Lawrence Dallaglio avec les London Wasps

Coupe d'Europe :
|                  | Tour                          | Club                | Match | Club                 |    |
| ---------------- | ----------------------------- | ------------------- | ----- | -------------------- | -- |
| 6 décembre 2003  | Phase de poules, poule 5 : J1 | CS Bourgoin-Jallieu | 17-18 | Munster              | 54 |
| 13 décembre 2003 | Phase de poules, poule 5 : J2 | Munster             | 51-0  | Benetton Trévise     | 55 |
| 10 janvier 2004  | Phase de poules, poule 5 : J3 | Gloucester RFC      | 22-11 | Munster              | 56 |
| 17 janvier 2004  | Phase de poules, poule 5 : J4 | Munster             | 35-14 | Gloucester RFC       | 57 |
| 24 janvier 2004  | Phase de poules, poule 5 : J5 | Benetton Trévise    | 20-31 | Munster              | 58 |
| 31 janvier 2004  | Phase de poules, poule 5 : J6 | Munster             | 26-3  | CS Bourgoin-Jallieu  | 59 |
| 10 avril 2004    | Quart-de-finale               | Munster             | 37-32 | Stade français Paris | 60 |
| 25 avril 2004    | Demi-finale                   | Munster             | 32-37 | London Wasps         | 61 |

Classement de la poule 5 :
| Place | Club                | Pts | J | V | N | D | Pts + | Pts - | Essais + | Essais - | Diff. | Bonus O | Bonus D |
| 1er   | Munster             | 24  | 6 | 5 | 0 | 1 | 172   | 76    | 22       | 5        | +17   | 4       | 0       |
| 2e    | Gloucester RFC      | 24  | 6 | 5 | 0 | 1 | 197   | 100   | 22       | 11       | +11   | 4       | 0       |
| 3e    | CS Bourgoin-Jallieu | 7   | 6 | 1 | 0 | 5 | 119   | 191   | 13       | 22       | -9    | 2       | 1       |
| 4e    | Benetton Trévise    | 5   | 6 | 1 | 0 | 5 | 104   | 225   | 13       | 32       | -19   | 1       | 0       |

### 2004-2005
Coupe d'Europe :
|                  | Tour                          | Club               | Match | Club              |    |
| ---------------- | ----------------------------- | ------------------ | ----- | ----------------- | -- |
| 23 octobre 2004  | Phase de poules, poule 4 : J1 | Munster            | 15-9  | Harlequins        | 62 |
| 31 octobre 2004  | Phase de poules, poule 4 : J2 | Ospreys            | 18-20 | Munster           | 63 |
| 3 décembre 2004  | Phase de poules, poule 4 : J3 | Castres olympique  | 19-12 | Munster           | 64 |
| 11 décembre 2004 | Phase de poules, poule 4 : J4 | Munster            | 36-8  | Castres olympique | 65 |
| 8 janvier 2005   | Phase de poules, poule 4 : J5 | Munster            | 20-10 | Ospreys           | 66 |
| 15 janvier 2005  | Phase de poules, poule 4 : J6 | Harlequins         | 10-18 | Munster           | 67 |
| 3 avril 2005     | Quart-de-finale               | Biarritz olympique | 19-10 | Munster           | 68 |

Classement de la poule 4 :
| Place | Club              | Pts | J | V | N | D | Pts + | Pts - | Essais + | Essais - | Diff. | Bonus O | Bonus D |
| 1er   | Munster           | 22  | 6 | 5 | 0 | 1 | 121   | 74    | 12       | 4        | +8    | 1       | 1       |
| 2e    | Castres olympique | 16  | 6 | 3 | 1 | 2 | 157   | 121   | 16       | 13       | +3    | 2       | 0       |
| 3e    | Ospreys           | 14  | 6 | 3 | 0 | 3 | 135   | 115   | 11       | 10       | +1    | 1       | 1       |
| 4e    | Harlequins        | 3   | 6 | 0 | 1 | 5 | 81    | 184   | 7        | 19       | -12   | 0       | 1       |

### 2005-2006
Pour la campagne 2005-2006, le Munster a une opposition solide, semble-t-il, avec Sale Sharks, Newport et Castres olympique. Le Munster se déplace en Angleterre. Ils perdent 27-13 contre Sale. Charlie Hodgson au pied, Sililo Martens et Jason Robinson à la main, permettent aux Anglais de s'imposer. Le Munster ne peut plus être pris en défaut. Castres olympique est battu 42-16 à Thomond Park avec cinq essais du Munster. Les Irlandais se déplacent à Rodney Parade à Newport. Ils s'imposent 24-8 avec deux essais de Denis Leamy et Marcus Horan avant de recevoir à leur tour les Gallois. Les Irlandais l'emportent 30-18 mais manquent le point de bonus offensif. Le Munster corrige la copie pour le déplacement à Castres pour une démonstration 46-9 à Pierre-Antoine, soit sept essais contre aucun. Enfin, le Munster fait l'essentiel en s'imposant 31-9 à domicile contre Sale, l'équipe de Sébastien Chabal, ce qui constitue alors la vingt-huitième victoire consécutive à domicile pour le Munster. Le Munster est premier de poule, quatrième au classement général. Il reçoit donc en quart-de-finale l'USA Perpignan, et l'emporte 19-10. Le 23 avril 2005, le Leinster est battu nettement à Lansdowne Road par le Munster 6-30. Le Munster l'emporte en finale contre Biarritz olympique 23 à 19,. 

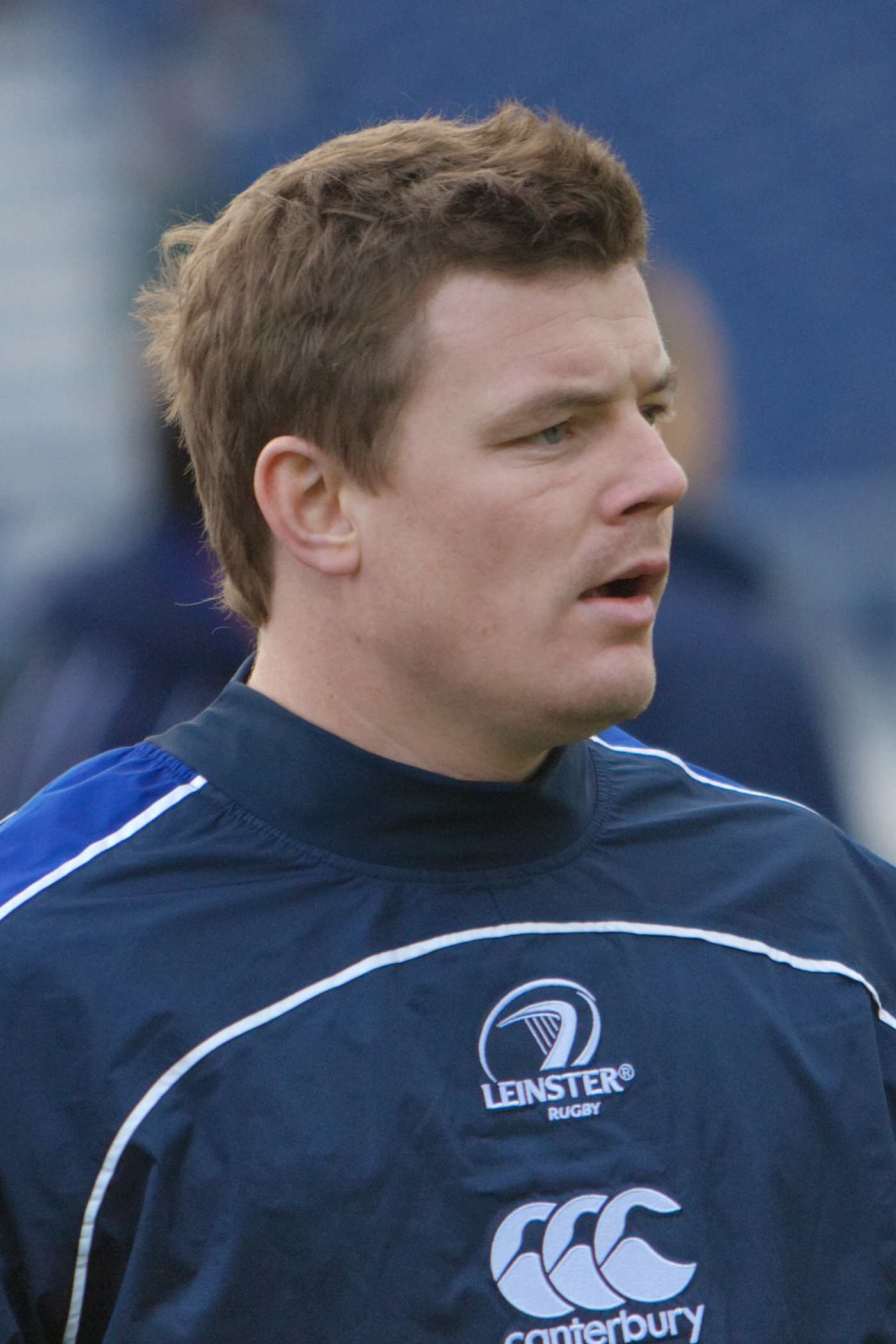
Brian O'Driscoll avec le Leinster

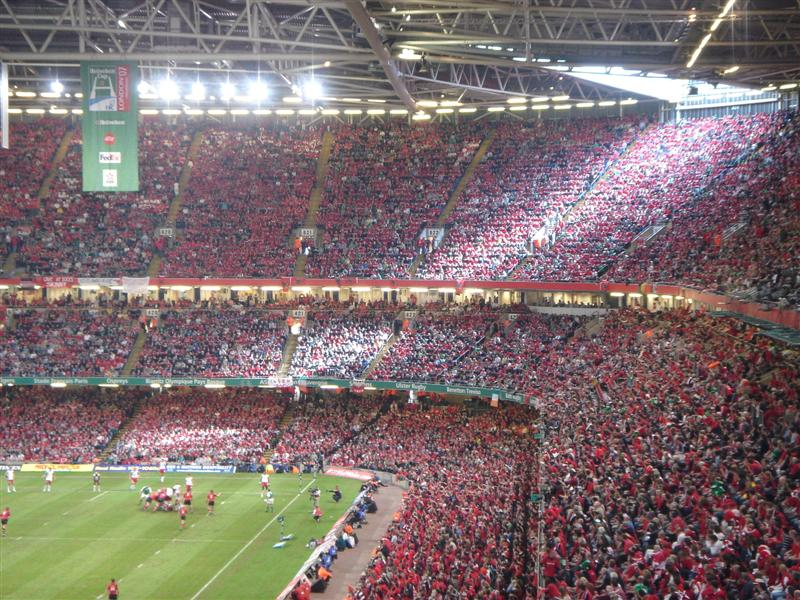
La finale 2005-2006 au Millennium Stadium

Coupe d'Europe :
|                  | Tour                          | Club              | Match | Club               |    |
| ---------------- | ----------------------------- | ----------------- | ----- | ------------------ | -- |
| 21 octobre 2005  | Phase de poules, poule 1 : J1 | Sale Sharks       | 27-13 | Munster            | 69 |
| 29 octobre 2005  | Phase de poules, poule 1 : J2 | Munster           | 42-16 | Castres olympique  | 70 |
| 10 décembre 2005 | Phase de poules, poule 1 : J3 | Newport           | 8-24  | Munster            | 71 |
| 17 décembre 2005 | Phase de poules, poule 1 : J4 | Munster           | 30-18 | Newport            | 72 |
| 13 janvier 2006  | Phase de poules, poule 1 : J5 | Castres olympique | 9-46  | Munster            | 73 |
| 21 janvier 2006  | Phase de poules, poule 1 : J6 | Munster           | 31-9  | Sale Sharks        | 74 |
| 1er avril 2006   | Quart-de-finale               | Munster           | 19-10 | USA Perpignan      | 75 |
| 23 avril 2006    | Demi-finale                   | Leinster          | 6-30  | Munster            | 76 |
| 20 mai 2006      | Finale                        | Munster           | 23-19 | Biarritz olympique | 77 |

Classement de la poule 1 :
| Place | Club                | Pts | J | V | N | D | Pts + | Pts - | Essais + | Essais - | Diff. | Bonus O | Bonus D |
| 1er   | Munster             | 23  | 6 | 5 | 0 | 1 | 186   | 87    | 22       | 6        | +16   | 3       | 0       |
| 2e    | 'Sale Sharks        | 23  | 6 | 5 | 0 | 1 | 159   | 84    | 17       | 9        | +8    | 3       | 0       |
| 3e    | Newport             | 6   | 6 | 1 | 0 | 5 | 99    | 168   | 14       | 20       | -6    | 1       | 1       |
| 4e    | CS Bourgoin-Jallieu | 6   | 6 | 1 | 0 | 5 | 90    | 195   | 8        | 26       | -18   | 1       | 1       |

### 2006-2007

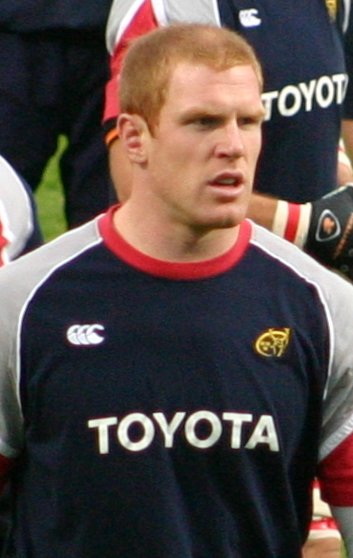
Paul O'Connell lors de l'échauffement du match de coupe d'Europe Munster-CS Bourgoin-Jallieu, le 28 octobre 2006

Pour cette saison 2006-2007, Munster est opposé à Leicester Tigers, double champion d'Europe, au CS Bourgoin-Jallieu et à Cardiff, deux autres prétendants à la qualification. Le début des Irlandais est très sérieux. Munster l'emporte à Leicester 21-19, puis gagne Bourgoin à Limerick en inscrivant six essais, avant de l'emporter une nouvelle fois à l'extérieur, au pays de Galles. Le Munster confirme et se qualifie en battant de nouveau les Gallois et les Français. Le Leicester, en quête d'un exploit pour se qualifier, l'emporte à Limerick, ce qui complique la tâche du Munster, obligé de se déplacer pour les quarts de finale. Le Munster abandonne son titre à Llanelli contre une surprenante équipe galloise.
Coupe d'Europe :
|                  | Tour                          | Club                | Match | Club                |    |
| ---------------- | ----------------------------- | ------------------- | ----- | ------------------- | -- |
| 22 octobre 2006  | Phase de poules, poule 4 : J1 | Leicester Tigers    | 19-21 | Munster             | 78 |
| 28 octobre 2006  | Phase de poules, poule 4 : J2 | Munster             | 41-23 | CS Bourgoin-Jallieu | 79 |
| 10 décembre 2006 | Phase de poules, poule 4 : J3 | Cardiff Blues       | 12-22 | Munster             | 80 |
| 16 décembre 2006 | Phase de poules, poule 4 : J4 | Munster             | 32-18 | Cardiff Blues       | 81 |
| 14 janvier 2007  | Phase de poules, poule 4 : J5 | CS Bourgoin-Jallieu | 27-30 | Munster             | 82 |
| 20 janvier 2007  | Phase de poules, poule 4 : J6 | Munster             | 6-13  | Leicester Tigers    | 83 |
| 30 mars 2007     | Quart-de-finale               | Llanelli Scarlets   | 24-15 | Munster             | 84 |

Classement de la poule 4 :
| Place | Club                | Pts | J | V | N | D | Pts + | Pts - | Essais + | Essais - | Diff. | Bonus O | Bonus D |
| 1er   | Leicester Tigers    | 23  | 6 | 5 | 0 | 1 | 172   | 60    | 22       | 6        | +16   | 2       | 1       |
| 2e    | Munster             | 23  | 6 | 5 | 0 | 1 | 152   | 112   | 16       | 11       | +5    | 2       | 1       |
| 3e    | Cardiff Blues       | 9   | 6 | 2 | 0 | 4 | 87    | 138   | 8        | 18       | -10   | 0       | 1       |
| 4e    | CS Bourgoin-Jallieu | 4   | 6 | 0 | 0 | 6 | 95    | 196   | 13       | 24       | -11   | 2       | 2       |

### 2007-2008

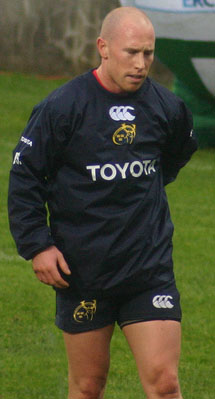
Peter Stringer avec le Munster

Vingt-quatre clubs, provinces ou franchises s'affrontent dans six poules de quatre équipes en match aller-retour en 2007-2008. Le premier de chaque poule et les deux meilleurs seconds sont qualifiés pour les quarts de finale. La poule du Munster est terrible, avec la révélation 2006-2007, les Llanelli Scarlets, les London Wasps et l'ASM Clermont. Le Munster commence à l'extérieur en Angleterre et s'incline 24-23, avant de dominer Clermont Auvergne 36-13 à Cork. Le Munster gagne à deux reprises Llanelli,. Le 13 janvier 2008, Munster fait un grand pas pour la qualification en remportant un point de bonus en Auvergne sans que Clermont en inscrive un. En l'emportant sur les London Wasps, le Munster se qualifie. Cette poule a toutefois compliqué la tâche des Irlandais, qui doivent se déplacer dès les quarts de finale. Ils s'imposent 16-3 à Gloucester et 18-16 contre les Saracens. Deux performances notables permettent ainsi aux Irlandais de pouvoir prétendre remporter un nouveau trophée. Bien que joué à Cardiff, le stade est tout entier acquis au Munster, qui compte des fidèles supporters. En première mi-temps, le match est dominé par les Toulousains qui ne parviennent pas à marquer sur leurs temps forts. Après la pause, le Munster confisque le ballon et gère le score, ils s'imposent 16-13.
Coupe d'Europe :
|                  | Tour                          | Club              | Match | Club              |    |
| ---------------- | ----------------------------- | ----------------- | ----- | ----------------- | -- |
| 10 novembre 2007 | Phase de poules, poule 5 : J1 | London Wasps      | 24-23 | Munster           | 85 |
| 18 novembre 2007 | Phase de poules, poule 5 : J2 | Munster           | 36-13 | ASM Clermont      | 86 |
| 8 décembre 2007  | Phase de poules, poule 5 : J3 | Llanelli Scarlets | 16-29 | Munster           | 87 |
| 16 décembre 2007 | Phase de poules, poule 5 : J4 | Munster           | 22-13 | Llanelli Scarlets | 88 |
| 13 janvier 2008  | Phase de poules, poule 5 : J5 | ASM Clermont      | 26-19 | Munster           | 89 |
| 19 janvier 2008  | Phase de poules, poule 5 : J6 | Munster           | 19-3  | London Wasps      | 90 |
| 5 avril 2008     | Quart-de-finale               | Gloucester RFC    | 3-16  | Munster           | 91 |
| 27 avril 2008    | Demi-finale                   | Saracens          | 16-18 | Munster           | 92 |
| 24 mai 2008      | Finale                        | Munster           | 16-13 | Stade toulousain  | 93 |

Classement de la poule 5 :
| Place | Club              | Pts | J | V | N | D | Bonus O | Bonus D | Pts + | Pts - | Essais + | Essais - | Diff. |
| 1er   | Munster           | 19  | 6 | 4 | 0 | 2 | 1       | 2       | 148   | 95    | 13       | 7        | +6    |
| 2e    | ASM Clermont      | 19  | 6 | 4 | 0 | 2 | 2       | 1       | 189   | 128   | 22       | 15       | +7    |
| 3e    | London Wasps      | 18  | 6 | 4 | 0 | 2 | 2       | 0       | 152   | 127   | 19       | 12       | +7    |
| 4e    | Llanelli Scarlets | 0   | 6 | 0 | 0 | 6 | 0       | 0       | 74    | 213   | 8        | 28       | -20   |

Le Munster termine premier de la poule 5 au goal-average particulier en remportant le face-à-face contre Clermont : six points marqués par le Munster lors des deux rencontres, quatre pour Clermont.

### 2008-2009
Vingt-quatre clubs, provinces ou franchises s'affrontent dans six poules de quatre équipes en match aller-retour en 2008-2009. Le premier de chaque poule et les deux meilleurs seconds sont qualifiés pour les quarts de finale. La poule du champion en titre, le Munster, est relevée, avec l'ASM Clermont, un autre club français qui découvre la « grande » Coupe d'Europe, US Montauban et un club anglais, Sale Sharks. Pour le premier match, le Munster reçoit Montauban et gagne difficilement 19 à 17,, avec une pénalité de Ronan O'Gara résussie à la soixante-dix-septième minute. 
Les Irlandais se déplacent en Angleterre dans la banlieue de Manchester pour affronter l'équipe de Philippe Saint-André, victorieuse en Auvergne contre l'ASM Clermont. Le Munster fait une forte impression en dominant Sale 26-14,, Paul Warwick et David Wallace inscrivent deux essais pour un essai anglais de Dean Schofield.
Pour son troisième match, le Munster se déplace à Clermont-Ferrand. Ils perdent 25-19, avec un essai inscrit par Marcus Horan contre un essai de Brock James, qui marque également la transformation et six pénalités. Au match retour, Jamie Cudmore est rapidement exclus pour avoir frappé le premier Paul O'Connell, Clermont résiste bien pour être mené 16-13 à quelques minutes de la fin du match; ils s'inclinent 23-13 et Ronan O'Gara dépasse à cette occasion les mille points en soixante-dix neuf matchs joués en Coupe d'Europe. La réception de Sale permet aux joueurs deu Munster de se qualifier en l'emportant 37-14 avec six essais inscrits par Paul O'Connell, Jerry Flannery, David Wallace, Ian Dowling, Tomas O'Leary et Paul Warwick, les derniers espoirs anglais et français s'envolent. 
Il est toujours aussi difficile de gagner au Munster, comme l'ont constaté les Ospreys le 12 avril 2009, en quart-de-finale, s'inclinant lourdement 43-9. Lors de la demi-finale, les Irlandais du Munster retrouvent le Leinster, six semaines après le dernier match de Grand chelem en rugby à XV de l'Irlande en 2009 et trois ans après une demi-finale déjà mémorable entre les deux clubs. Le Leinster a atteint les demi-finales en s'imposant sur le terrain des Harlequins 6-5, et ils réalisent l'exploit de s'imposer 25-6 pour éliminer les tenants du titre et atteindre leur première finale.
Coupe d'Europe :
|                  | Tour                          | Club         | Match | Club         |     |
| ---------------- | ----------------------------- | ------------ | ----- | ------------ | --- |
| 10 octobre 2008  | Phase de poules, poule 1 : J1 | Munster      | 19-17 | US Montauban | 94  |
| 19 octobre 2008  | Phase de poules, poule 1 : J2 | Sale Sharks  | 16-24 | Munster      | 95  |
| 7 décembre 2008  | Phase de poules, poule 1 : J3 | ASM Clermont | 25-19 | Munster      | 96  |
| 13 décembre 2008 | Phase de poules, poule 1 : J4 | Munster      | 23-13 | ASM Clermont | 97  |
| 16 janvier 2009  | Phase de poules, poule 1 : J5 | Munster      | 37-14 | Sale Sharks  | 98  |
| 25 janvier 2009  | Phase de poules, poule 1 : J6 | US Montauban | 13-39 | Munster      | 99  |
| 12 avril 2009    | Quart-de-finale               | Munster      | 43-9  | Ospreys      | 100 |
| 2 mai 2009       | Demi-finale                   | Munster      | 6-25  | Leinster     | 101 |

Classement de la poule 1 :
| Place | Club         | Pts | J | V | N | D | Bonus O | Bonus D | Pts + | Pts - | Essais + | Essais - | Diff. |
| 1er   | Munster      | 23  | 6 | 5 | 0 | 1 | 2       | 1       | 161   | 98    | 18       | 6        | +12   |
| 2e    | Sale Sharks  | 15  | 6 | 4 | 0 | 2 | 2       | 0       | 136   | 115   | 14       | 11       | +3    |
| 3e    | ASM Clermont | 13  | 6 | 3 | 0 | 3 | 2       | 2       | 137   | 129   | 14       | 13       | +1    |
| 4e    | US Montauban | 6   | 6 | 1 | 0 | 5 | 0       | 2       | 81    | 173   | 5        | 21       | -16   |

### 2009-2010

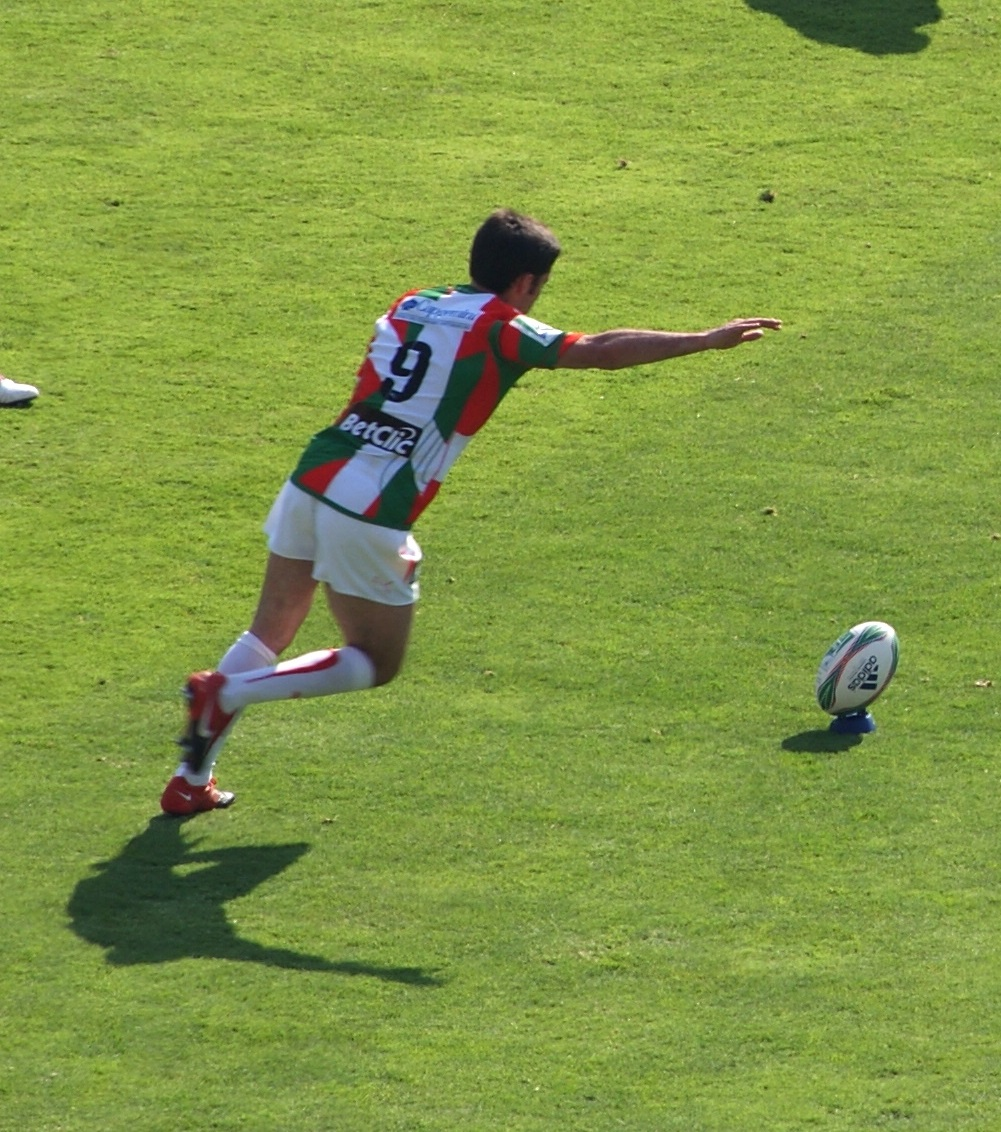
Dimitri Yachvili adversaire du Munster en 2010.

Coupe d'Europe :
|                  | Tour                          | Club               | Match   | Club               |     |
| ---------------- | ----------------------------- | ------------------ | ------- | ------------------ | --- |
| 10 octobre 2009  | Phase de poules, poule 1 : J1 | Northampton Saints | 31 - 27 | Munster            | 102 |
| 17 octobre 2009  | Phase de poules, poule 1 : J2 | Munster            | 41 - 10 | Benetton Trévise   | 103 |
| 11 décembre 2009 | Phase de poules, poule 1 : J3 | Munster            | 24-23   | USA Perpignan      | 104 |
| 20 décembre 2009 | Phase de poules, poule 1 : J4 | USA Perpignan      | 14-37   | Munster            | 105 |
| 16 janvier 2010  | Phase de poules, poule 1 : J5 | Benetton Trévise   | 7-44    | Munster            | 106 |
| 22 janvier 2010  | Phase de poules, poule 1 : J6 | Munster            | 12-9    | Northampton Saints | 107 |
| 10 avril 2010    | Quart-de-finale               | Munster            | 33-19   | Northampton Saints | 108 |
| 2 mai 2010       | Demi-finale                   | Biarritz olympique | 18-7    | Munster            | 109 |

Classement de la poule 1 :
| Place | Club               | Pts | J | V | N | D | Pts + | Pts - | Essais + | Essais - | Diff. | Bonus O | Bonus D |
| 1er   | Munster            | 24  | 6 | 5 | 0 | 1 | 185   | 94    | 19       | 10       | +9    | 3       | 1       |
| 2e    | Northampton Saints | 19  | 6 | 4 | 0 | 2 | 138   | 104   | 16       | 8        | +8    | 2       | 1       |
| 3e    | USA Perpignan      | 11  | 6 | 2 | 0 | 4 | 108   | 123   | 12       | 12       | +2    | 1       | 2       |
| 4e    | Benetton Trévise   | 5   | 6 | 1 | 0 | 5 | 68    | 178   | 7        | 26       | -19   | 0       | 1       |

## Bilan

### Général
| Saison  | Coupes             | M.J. | Vic. | Nuls | Déf. | Poules                          | M.J. | Pts. | Vic. | Nuls | Déf. | Phases finales | M.J. | Vic. | Nuls | Déf. |
| 2012-13 | Coupe d'Europe     | 8    | 5    | 0    | 3    | 2e de la poule 1                | 6    | 20   | 4    | 0    | 2    | 1/2 f          | 2    | 1    | 0    | 1    |
| 2011-12 | Coupe d'Europe     | 7    | 6    | 0    | 1    | 1er de la poule 1               | 6    | 25   | 6    | 0    | 0    | 1/4 f          | 1    | 0    | 0    | 1    |
| 2010-11 | Coupe d'Europe     | 6    | 3    | 0    | 3    | 2e de la poule 3                | 6    | 16   | 3    | 0    | 3    | éliminé        | 0    | 0    | 0    | 0    |
| 2010-11 | Challenge européen | 2    | 1    | 0    | 1    | -                               | 0    | 0    | 0    | 0    | 0    | 1/2 f          | 2    | 1    | 0    | 1    |
| 2009-10 | Coupe d'Europe     | 8    | 7    | 0    | 2    | 1er de la poule 1               | 6    | 24   | 5    | 0    | 1    | 1/2 f          | 2    | 1    | 0    | 1    |
| 2008-09 | Coupe d'Europe     | 8    | 6    | 0    | 2    | 1er de la poule 1               | 6    | 23   | 5    | 0    | 1    | 1/2 f          | 2    | 1    | 0    | 1    |
| 2007-08 | Coupe d'Europe     | 9    | 7    | 0    | 2    | 1er de la poule 5               | 6    | 19   | 4    | 0    | 2    | Vainqueur      | 3    | 3    | 0    | 0    |
| 2006-07 | Coupe d'Europe     | 7    | 5    | 0    | 2    | 2e de la poule 4                | 6    | 23   | 5    | 0    | 1    | 1/4 f          | 1    | 0    | 0    | 1    |
| 2005-06 | Coupe d'Europe     | 9    | 8    | 0    | 1    | 1er de la poule 1               | 6    | 23   | 5    | 0    | 1    | Vainqueur      | 3    | 3    | 0    | 0    |
| 2004-05 | Coupe d'Europe     | 7    | 5    | 0    | 2    | 1er de la poule 4               | 6    | 22   | 5    | 0    | 1    | 1/4 f          | 1    | 0    | 0    | 1    |
| 2003-04 | Coupe d'Europe     | 8    | 6    | 0    | 2    | 1er de la poule 5               | 6    | 24   | 5    | 0    | 1    | 1/2 f          | 2    | 1    | 0    | 1    |
| 2002-03 | Coupe d'Europe     | 8    | 5    | 0    | 3    | 2e de la poule 2                | 6    | 8*   | 4    | 0    | 2    | 1/2 f          | 2    | 1    | 0    | 1    |
| 2001-02 | Coupe d'Europe     | 9    | 7    | 0    | 2    | 2e de la poule 4                | 6    | 10   | 5    | 0    | 1    | finale         | 3    | 2    | 0    | 1    |
| 2000-01 | Coupe d'Europe     | 8    | 6    | 0    | 2    | 1er de la poule 4               | 6    | 10   | 5    | 0    | 1    | 1/2 f          | 2    | 1    | 0    | 1    |
| 1999-00 | Coupe d'Europe     | 9    | 7    | 0    | 2    | 1er de la poule 4               | 6    | 10   | 5    | 0    | 1    | finale         | 3    | 2    | 0    | 1    |
| 1998-99 | Coupe d'Europe     | 7    | 4    | 1    | 2    | 2e de la poule C                | 6    | 9    | 4    | 1    | 1    | 1/4 f          | 1    | 0    | 0    | 1    |
| 1997-98 | Coupe d'Europe     | 6    | 2    | 0    | 4    | 3e de la poule D                | 6    | 4    | 2    | 0    | 4    | éliminé        | 0    | 0    | 0    | 0    |
| 1996-97 | Coupe d'Europe     | 4    | 2    | 0    | 2    | 4e de la poule D                | 4    | 4    | 2    | 0    | 2    | éliminé        | 0    | 0    | 0    | 0    |
| 1995-96 | Coupe d'Europe     | 2    | 1    | 0    | 1    | 2e de la poule D                | 2    | 2    | 1    | 0    | 1    | éliminé        | 0    | 0    | 0    | 0    |
| Total   | Coupe d'Europe     | 130  | 91   | 1    | 38   | 1er (9), 2e (7), 3e (1), 4e (1) | 102  | 276  | 75   | 1    | 26   | 14/18          | 28   | 16   | 0    | 12   |
| Total   | Challenge européen | 2    | 1    | 0    | 1    | -                               | 0    | 0    | 0    | 0    | 0    | 1/2 f          | 2    | 1    | 0    | 1    |

Mise à jour après la demi-finale de l'édition 2012-2013.

*Les points de bonus ont fait leur apparition lors de l'édition 2003-2004.

Sources: Site officiel de l'erc

### Meilleures performances
| Date de la finale | Vainqueur          | Finaliste          | Score   | Lieu                        | Affluence |
| ----------------- | ------------------ | ------------------ | ------- | --------------------------- | --------- |
| 27 mai 2000       | Northampton Saints | Munster            | 9 - 8   | Twickenham, Londres         | 68 441    |
| 25 mai 2002       | Leicester Tigers   | Munster            | 15 - 9  | Millennium Stadium, Cardiff | 74 600    |
| 20 mai 2006       | Munster            | Biarritz olympique | 23 - 19 | Millennium Stadium, Cardiff | 74 534    |
| 24 mai 2008       | Munster            | Stade toulousain   | 16 - 13 | Millennium Stadium, Cardiff | 75 650    |

### Analyse
Le tableau suivant présente l'ensemble des rencontres européennes du Munster Rugby qui peuvent être analysées selon divers critères : l'adversaire, la nationalité de l'adversaire, les séries victorieuses, les succès à l'extérieur... Les matchs nuls apparaissent en couleur verte, les défaites du Munster en jaune. Pour connaître les adversaires du Munster qui l'ont battu par nation, un tri est fait sur la colonne adversaire, puis pays, enfin résultat.
Au 11 mai 2010, le Munster Rugby compte 31 défaites en 109 rencontres, 14 contre des clubs français, 11 contre des clubs anglais, 5 contre des clubs ou franchises galloises, 1 contre une province irlandaise.
Dans les duels contre les clubs français, les rouges et bleus comptent 30 victoires pour seulement 14 défaites. Il a rencontré neuf clubs français différents. Dans le format actuel de la Coupe d'Europe, vingt-quatre clubs, provinces ou franchises s'affrontent dans six poules de quatre équipes en match aller-retour dans la première phase. Comme les clubs français ou anglais sont au minimum au nombre de six, le Munster a au moins un club français et anglais dans sa poule, comme il se qualifie depuis douze ans pour les phases finales, il rencontre de nouveau ces clubs en quart-de-finale, demi-finale ou en finale. Cela explique le nombre de matchs élevés contre ces deux nations. Contre les neuf clubs français, le Munster a au minimum autant de victoires que de défaites ; c'est le cas du Stade toulousain, de Biarritz olympique et de l'ASM Clermont (50 % de succès, quatre rencontres), du Stade français (75 % de succès, quatre rencontres), du Castres olympique (70 % de succès, sept succès pour trois défaites), du CS Bourgoin-Jallieu (83 % de succès, cinq succès pour une défaite). 
Dans les oppositions avec les représentants de l'Angleterre, sur 33 rencontres, le Munster a engrangé 22 victoires contre 11 défaites. Contre les clubs anglais rencontrés, le Munster a au minimum autant de victoires que de défaites ; c'est le cas des grands clubs (Bath Rugby (50 % de succès, deux rencontres), Leicester Tigers (50 % de succès, quatre rencontres), London Wasps (50 % de succès, quatre rencontres), le résultat est plus flatteur contre les Saracens (100 % de succès, trois succès pour zéro défaite), les Harlequins (83 % de succès, cinq succès pour une défaite). Les Leicester Tigers ont réussi la performance de gagner au Munster, ce que n'a jamais réussi aucune équipe française.
Dans les rencontres contre les clubs puis les franchises galloises, sur 21 rencontres, le Munster a engrangé 15 victoires contre 5 défaites et un nul. Le club de Cardiff RFC a gagné à trois reprises le Munster, dont une fois au Munster, sans concéder de défaite.
Enfin, le Munster compte neuf victoires contre des équipes italiennes, une victoire et une défaite contre une province irlandaise, il n'a jamais rencontré de club écossais.
Le Munster a réussi une série de treize victoires (octobre 2005 à janvier 2007). La plus mauvaise série est une série de trois défaites de novembre 1996 à septembre 1997, de janvier 2007 à novembre 2007.
Les rouge et bleu ont perdu trois fois à la maison, remarquable résultat (Cardiff RFC, Leicester Tigers, Leinster).